# 1952 en santé et médecine
| Années de la santé et de la médecine : 1949 - 1950 - 1951 - 1952 - 1953 - 1954 - 1955    |
| Décennies de la santé et de la médecine : 1920 - 1930 - 1940 - 1950 - 1960 - 1970 - 1980 |

Cet article présente les faits marquants de l'année 1952 en santé et médecine.

## Événements
- 18 mars : première lentille artificielle placée chez un patient atteint de cataracte par le docteur Warren Snyder Reese à Philadelphie[1].
- 24 avril et 6 mai  : première ablation réussie de l’hypophyse par les Suédois Herbert Olivecrona (en) et Rolf Luft (de)[2].
- 26 juillet : mort d'Eva Perón, à 33 ans, des suites d'un cancer du col utérin[3].
- 9 octobre : première transplantation d’une valvule cardiaque en plastique au centre médical de l’université de Georgetown à Washington.
- 25 décembre : première greffe du rein du professeur Jean Hamburger sur Marius Renard à l’hôpital Necker de Paris. Le malade survit jusqu’au 27 janvier 1953.
- 29 décembre : mise sur le marché du premier appareil transistorisé pour malentendants.

Sans date précise
- Première pilule contraceptive.
- Le microbiologiste américain Jonas Salk développe le premier vaccin contre la poliomyélite.
- Alfred Hershey et Martha Chase démontrent que l'acide désoxyribonucléique (ADN) est le support de l'hérédité des virus bactériophages[4].
- Fred Sanger, Hans Tuppy et Ted Thompson complètent leur analyse chromatographique de la séquence des aminoacides de l'insuline.
- Rosalind Franklin tire la conclusion que l'ADN est une hélice double d'un diamètre de 2 nm et avec des arêtes de phosphates de sucre à l'extérieur de l'hélice, se basant sur des études de diffraction des rayons X. Elle suppose que les deux arêtes de phosphates de sucre ont une relation spéciale entre eux.

## Publications
- Avril :  Alan Lloyd Hodgkin et Huxley Andrew publient leur théorie du potentiel d'action à partir de leurs résultats expérimentaux effectués sur l'axone géant de calamar (Loligo pealei) [5],[6],[7],[8],[9],[10],[11].
- Août : Alan Turing publie The Chemical Basis of Morphogenesis (Philosophical Transactions of the Royal Society of London) dans lequel il propose un modèle mathématique de la morphogenèse.

## Naissances
- 20 février : Jean-Pierre Cave (mort en 2017), chirurgien ORL et homme politique français.
- 28 mai : Jean-Yves Nau (mort en 2020), médecin et journaliste scientifique français.
- 2 juin : Serge Stoléru (mort en 2020 des suites d'une insuffisance cardiaque[12]), médecin, psychiatre et chercheur à l'INSERM.
- 25 août : Charles M. Rice (72 ans), médecin américain, lauréat du prix Nobel de médecine 2020 aux côtés de Harvey J. Alter et de Michael Houghton pour leurs travaux sur le virus de l'hépatite C.

## Décès
- 19 janvier : Sunao Tawara (né en 1873), médecin japonais.
- 6 juin : Robert Doerr (de) (né en 1871), médecin austro-hongrois naturalisé suisse.

sans date
- Fernand D'Hollander (né en 1878), médecin psychiatre belge